# Choiseul (Quarter)
Choiseul ist ein Quarter (Distrikt) im Süden des kleinen Inselstaates St. Lucia. Das Quarter hat 6372 Einwohner (Volkszählung 2001). Hauptort des Quarter ist die am Meer gelegene Gemeinde Choiseul.

## Einwohnerentwicklung
Volkszählungsergebnisse:
- 1970: 6167
- 1980: 6498
- 1991: 6405
- 2001: 6372

## Orte
- Choiseul